# استیون گلوکستین
استیون گلوکستین (به انگلیسی: Steven Gluckstein) ژیمناست زادهٔ ۲۴ ژوئن ۱۹۹۰ میلادی اهل کشور ایالات متحده آمریکا است.